# Teodora Ana Mihai
Pour les articles homonymes, voir Mihai.
Teodora Ana Mihai, née le 4 avril 1981 à Bucarest (Roumanie), est une réalisatrice et scénariste roumaine qui réside en Belgique.

## Biographie
Teodora Ana Mihai naît à Bucarest le 4 avril 1981. Alors qu'elle est âgée de sept ans, en 1988, ses parents fuient de la Roumanie communiste et reçoivent l'asile politique en Belgique. Elle reste dans le pays pour garantir le retour de ses parents. Cependant, un an plus tard, elle peut les rejoindre. Elle reflète son histoire dans son premier documentaire. Pendant son adolescence elle a l'occasion d'étudier en Californie, dans l'École secondaire internationale franco-américaine à San Francisco.
Inspirée par la passion de son père pour la photographie depuis qu'elle est adolescente, elle étudie le cinéma et la vidéo au Sarah Lawrence College de New York puis rentre en Belgique et travaille à la supervision de scénarios et comme assistante à la réalisation pour le cinéma et postérieurement pour la télévision.
En 2014, elle débute comme réalisatrice avec le documentaire ‘Waiting for August’ où elle raconte l'histoire de Georgiana, une adolescente roumaine où elle raconte l'histoire de Georgiana, une adolescente roumaine confiée à ses six frères et sœurs, une histoire proche de sa propre expérience.

## Filmographie partielle

### Au cinéma
Scénario et réalisation
- 2000 : Civil War Essay (court métrage)
- 2014 : Waiting for August (documentaire)
- 2017 : Alice (court métrage)
- 2019 : Paket (court métrage)
- 2021 : La Civil
- 2023 : ICR (court métrage)
- 2024 : Traffic (Reostat)